# Wüsthof
Wüsthof es una empresa familiar especializada en la producción de artículos de cuchillería con sede en Solingen. La denominación comercial oficial es Ed. Wüsthof Dreizackwerk KG. Esta empresa de carácter familiar, dirigida por la séptima generación comercializa cuchillos y bloques portacuchillos, junto a otros artículos de cocina y manicura.

## Empresa
Todos los cuchillos Wüsthof se fabrican en Alemania en los tres centros de producción empresariales del emplazamiento de Solingen. Wüsthof tiene actualmente una plantilla de 350 empleados. 
Los productos de la marca Wüsthof se comercializan en unos 90 países a través de la red de distribución empresarial.

## Historia
La empresa Ed. Wüsthof Dreizackwerk produce artículos de cuchillería desde 1814 en Solingen. La empresa utiliza desde 1895 un tridente dentro de un círculo como logotipo, y desde 1967 en forma de tridente blanco en un círculo blanco sobre fondo rojo. El logotipo del tridente fue registrado en 1895 en la Oficina Imperial de Patentes de Berlín como marca registrada y está en la actualidad protegido legalmente en todos los países. 
En 1987 fue fundada la filial Wusthof Trident of America (WTA) en los EE. UU.. Desde 2009 se encuentra ubicado el emplazamiento estadounidense en la localidad de Norwalk, Connecticut. En 2012 fue fundada la también filial Wusthof Trident of Canada (WTC) en Canadá. El emplazamiento de WTC se encuentra en Ottawa, capital federal de Canadá. Desde el año 2010 se lleva a cabo el afilado de las superficies cortantes de los cuchillos Wüsthof mediante el procedimiento PEtec (Precision Edge Technology), desarrollado en la propia fábrica, que emplea láser de precisión en un ángulo de 28º.

## Producción
Los cuchillos forjados se fabrican actualmente en las plantas de producción con intervención parcial de robots. El acero candente al cromo-molibdeno-vanadio se forja a 1.200 °C, se endurece a 58.º Rockwell y finalmente se pule mediante tecnología de medición láser para que adquiera su afilado definitivo. Los cuchillos reciben el pulido definitivo según el tradicional método artesanal.
Todos los cuchillos de Wüsthof se forjan a partir de una única pieza de acero inoxidable al cromo-molibdeno-vanadio y llevan grabada en su hoja la inscripción "X50CrMoV15". La aleación contiene un 0,5% de carbono, un 15% de cromo, así como cantidades en menores proporciones no especificadas de molibdeno y vanadio. 
"X50CrMoV15" corresponde a la denominación de la norma estándar DIN alemana de la aleación y su número de material es el 1.4116 (n.º de material estándar).